# مایکوباکتریوم زرد
مایکوباکتریوم زرد (نام علمی: Mycobacterium flavescens) نام یک گونه از سرده مایکوباکتریوم است.